# Labyrinth (miniserie televisiva)
Labyrinth è una miniserie televisiva storica basata sul romanzo omonimo del 2005 di Kate Mosse. La storia si svolge tra la Francia moderna e quella medievale e segue le vicende di due donne che cercano il Graal.

## Trama
Nel 1209 Alaïs Pelletier du Mas (Jessica Brown Findlay) vive a Carcassonne, una fortezza di catari dichiarati eretici dalla Chiesa dove, insieme al padre, protegge dai Crociati tre libri sacri che rivelano il segreto del Santo Graal.
Nella moderna Francia, Alice Tanner (Vanessa Kirby) è una volontaria in uno scavo archeologico francese e, in una grotta, si imbatte nei resti scheletrici di due persone ed un anello intagliato a labirinto. La scoperta attrae l'attenzione di individui senza scrupoli.

## Produzione

### Romanzo
Il romanzo Labyrinth è stato scritto dall'autrice inglese Kate Mosse e pubblicato nel 2005. Ha ottenuto il titolo di best seller nel 2006 nel Regno Unito e ha raggiunto la classifica dei migliori bestseller di New York Times.  Il romanzo è stato tradotto e pubblicato in 38 lingue in tutto il mondo.

### Sviluppo
Variety ha riferito nel marzo 2011 che Ridley Scott stava sviluppando un adattamento televisivo di Labyrinth.  La produzione è una collaborazione tra la società di produzione Scott Free di Scott, Tandem Communications (Germania) e Film Afrika Worldwide (Sudafrica) e in collaborazione con Universal Production Partners (Repubblica Ceca). Scott Free e Tandem collaboravano in precedenza sulle miniserie The Pillars of the Earth. La sceneggiatura è stata adattata da Adrian Hodges, mentre Christopher Smith fu firmato per dirigere.
La ripresa sono iniziate il 10 ottobre 2011, nella città medievale di Carcassonne, nella Francia sud-occidentale, prima di trasferirsi a Città del Capo in Sudafrica, nel mese di dicembre. Lo stilista Tom Hannam ha ricostruito parti di Carcassonne a Cape Town Film Studios.  L'insieme creato per la serie è stato mantenuto come una struttura permanente in studio.  Il direttore della fotografia è l'australiano Robert Humphreys.
La serie ha un tempo di esecuzione totale di 180 minuti ed è diviso in due parti.

## Broadcast
Il seguente elenco cita le reti televisive che trasmettono la serie nel mondo.
- Australia - Soho
- Austria - ORF
- Canada - Showcase
- Corea del Sud - AXN
- Danimarca - DR1
- Francia - 6ter
- Regno Unito - Channel 4
- Polonia - Canal+
- Portogallo - TVCine
- Spagna - Telecinco
- Stati Uniti - The CW